# Bodinho
Nílton Coelho da Costa, detto Bodinho (Recife, 16 luglio 1928 – Porto Alegre, 22 settembre 2007), è stato un calciatore brasiliano, di ruolo attaccante.

## Caratteristiche tecniche
Giocava come attaccante, ricoprendo il ruolo di centravanti. Oltre che nella posizione di punta pura, si disimpegnò anche come centrocampista laterale destro e come ala, sempre sulla fascia destra. Nonostante la statura non imponente, era particolarmente abile nel colpire di testa.

## Carriera

### Club
Dopo gli inizi nell'Íbis, compagine del suo Stato d'origine, il Pernambuco, si trasferì al Sampaio Corrêa, mentre nel 1945 entrò a far parte della rosa del Flamengo. Il 18 luglio 1948 debuttò in prima squadra con quest'ultima società, nella sconfitta per 5-4 contro l'América-MG. La sua carriera proseguì nel Flamengo fino a tutta l'annata 1949; giocò l'ultimo incontro il 4 febbraio 1950 contro il San Paolo. Dopo un breve periodo al Nacional-RS, venne acquistato dall'Internacional, guidato dal tecnico Teté. Sotto la guida di quest'ultimo, Bodinho si impose come uno dei migliori giocatori del club, iniziando a realizzare molte reti. Nel 1951 vinse il suo primo titolo statale con la casacca dell'Internacional, e a esso ne seguirono altri tre. Nel 1955 le sue 25 marcature in 18 gare lo resero il capocannoniere del torneo, superando il compagno di squadra Larry, che ne aveva segnate 23. Nel 1958 si ritirò dall'attività.

### Nazionale
Fu tra i giocatori che Teté, nominato dalla CBD commissario tecnico della Nazionale, incluse nella lista dei convocati per il Campionato Panamericano 1956. A comporre tale rosa vi furono molti elementi dell'Internacional, squadra che era guidata proprio da Teté. Bodinho debuttò il 1º marzo 1956 contro il Cile.
. Nell'incontro successivo giocò contro il Perù, e contro il Messico Bodinho risaltò grazie a una doppietta, che diede alla sua squadra la vittoria. Nel 7-1 contro la Costa Rica andò a segno una volta, aggiungendosi alle triplette di Larry e di Chinesinho. Disputò poi l'ultimo incontro con l'Argentina.

## Palmarès

### Club
- Campionato Gaúcho: 4

Internacional: 1951, 1952, 1953, 1955

### Nazionale
- Campionato Panamericano: 1

1956

### Individuale
- Capocannoniere del Campionato Gaúcho: 1

1955 (25 gol)